# Benoibates juglans
Benoibates juglans är en kvalsterart som först beskrevs av Arthur P. Jacot 1938.  Benoibates juglans ingår i släktet Benoibates och familjen Oripodidae. Inga underarter finns listade.